# 발렌스
발렌스(라틴어: IMPERATOR CAESAR FLAVIVS IVLIVS VALENS AVGVSTVS; 328년 – 378년 8월 9일)는 로마 황제(재위기간 : 364년-378년)이다. 형인 발렌티니아누스 1세에게 로마 제국의 동부의 통치권을 넘겨받았기 때문에 발렌스는 동로마 제국의 황제로 볼 수 도 있다. 그는 로마 제국의 쇠퇴를 시작하는 분수령이 된 아드리아노폴리스 전투에서 패하고 죽었다.

## 생애
발렌스는 발렌티니아누스 1세의 동생으로 초기의 생애에 대하여는 별로 알려진 것이없다. 발렌스는 아리우스파였고 용모가 괴상망측해서 안짱다리에 올챙이배이고 눈은 심한 사시였다고 한다.젊어서부터 군대에서 두각을 나타낸 형과는 달리 발렌스는 가문의 영지를 지키면서 보냈는데 형이 율리아누스 황제 휘하에서 페르시아 제국으로 원정을 떠날때 처음으로 군문에 입문하여 함께 따라나섰다. 율리아누스가 전사하고 뒤를 이은 요비아누스 황제도 잠시후 364년 2월 요비아누스의 부하로 요직에 있던 발렌티니아누스 1가 황제에 정해졌다. 발렌티니아누스는 자신 혼자 대제국을 다스리는 것이 어렵다고 판단하고 364년 3월 28일 동생인 발렌스를 제국의 동부를 담당하는 황제로 임명하였다.
발렌스는 선임황제 요비아누스가 사산조 페르시아의 샤푸르 2세와 맺은 불리한 조약 때문에 소아시아의 영토 대부분을 잃은 상태에서 황제가 되었다. 발렌스는 콘스탄티노폴리스에서 겨울을 보내고 다시 다시 소아시아로 넘어가 로마의 영토를 다시 얻으려고 시도하였다. 그러나 카파도키아에 도착했을 무렵 수도에서 프로코피우스가 반란을 일으켜 스스로 황제를 참칭하였다. 프로코피우스는 자신이 콘스탄티누스 가문과 관련이 있다고 주장하며 군단의 지지를 얻어내고 트라키아와 비티니아도 포로코피우스의 편으로 돌아섰다.
발렌스는 소아시아에서 형 발렌티니아누스에게 도움을 요청했으나 당시 형도 알레마니족의 위협으로 동방까지 도와줄 여력이 없었다. 발렌스가 프로코치우스를 상대하기 위하여 안티오크에서 진격하자, 프로코피우스 세력은 배분이 일어나 군대는 대부분 달아났고 결국 프로코피우스 자신도 부하의 배신으로 붙잡혀 처형당했다. 반란은 진압되었지만 발렌스는 반란파를 혹독하게 보복했고 잔인하게 고문하고 처형하였기에 백성들에게서 공포와 두려움의 대상이 되고 인기를 잃었다.
발렌스는 프로코피우스의 반란이 마무리 되자 고트족과 전쟁을 시작했는데 고트족은 반란자 프로코피우스를 지원했을 뿐만 아니라 트라키아를 침략하겠다고 위협하고 있었다. 367년 발렌스는 도나우강을 건너 고트족의 영토를 침공하고 많은 요새를 건설하고 고트족을 무력화시켰다.
371년 발렌스는 동방으로 눈을 돌려 사산조 페르시아와의 전쟁을 준비하였다. 당시 사산조 페르시아의 샤푸르 2세는 아르메니아 왕국의 아르사케스 왕을 잡아들이고 자사로 내몬 뒤 아르메니아를 페르시아의 위성국가로 만들었다. 발렌스는 샤푸르의 공격을 잘 막아내었고 다시한번 강화 조약을 맺었다.
375년 발렌티니아누스가 죽자 제국의 서방은 발렌티니아누스의 두 아들, 그라티아누스와 발렌티니아누스 2세에게로 분할되어 상속되었다. 또한 사산조 페르시아와의 긴장이 고조되어 다시 한번 발렌스가 동방원정을 계획하는 가운데 이사우리아와 팔레스타인에서 반란이 일어났다. 비록 발렌스는 이를 성공적으로 제압했지만 사산조와의 전면전을 수행할 수는 없었다.
당시 제국의 골치거리는 훈족의 침입이었다. 훈족은 동고트족과 서고트족을 압박해왔고 376년 동고트족의 에르마나리크 왕은 훈족에 맞서 싸우다가 죽었다. 서고트족의 족장 아타나리크는 훈족에 쫓겨 발렌스에게 트라키아로 이주해 달라고 청원하였고 발렌스는 이를 수락하였다. 그러나 트라키아의 총독인 루피키누스는 황제의 명령을 거절하고 서고트족을 탄압하였고 이에 반기를 든 서고트족과의 전투에서 패했다. 서고트족과 모든 트라키아의 고트족, 여기에 훈족까지 가세하여 로마를 압박하자 로마는 전면전에 돌입했다.
378년 봄 발렌스는 서방황제 그라티아누스가 증원군을 보낸다고 하자 이를 믿고 발칸반도로 진군하였다. 발렌스는 초기에 아드리아노폴리스 근처의 마리차 강변에서 상당한 규모의 고트족 군대를 물리치고 진군했으나 서방에서의 지원군의 도착이 늦어졌다. 서방황제 그라티아누스는 지원군이 도착할 때까지 대규모 전투를 하지 말라고 요청했으나 발렌스는 적을 과소 평가하고 공격주장을 받아들여 고트족과 전면전을 벌였다. 378년 8월 9일 벌어진 아드리아노폴리스 전투는 로마군의 완패로 끝났다. 이 격렬한 전투에서 발렌스는 화살에 맞아 전사하였고 로마군의 3분의 2가 괴멸했다.

## 같이 보기
- 비잔티움 제국
- 비잔티움 황제 연대표
- 로마 제국
- 로마 제국 황제 연대표

| 전임 발렌티니아누스 1세 (재위 364 - 375) | 제51대 로마 제국 황제(비잔티움 제국의 황제)(공동 발렌티니아누스 1세(364- 375) → 그라티아누스 (375 - 383), 발렌티니아누스 2세 (375-392)) 364년 - 378년 | 후임 테오도시우스 1세 (재위 378 - 395) 그라티아누스 (재위 375 - 383) 발렌티니아누스 2세 (재위 375-392)) |